# Biombo (peuple)
Pour les articles homonymes, voir Biombo.
Les Biombo sont une population d'Afrique centrale vivant en République démocratique du Congo.

## Ethnonymie
Selon les sources, on observe quelques variantes : Bena Biombo, Bashibiombo.

## Culture

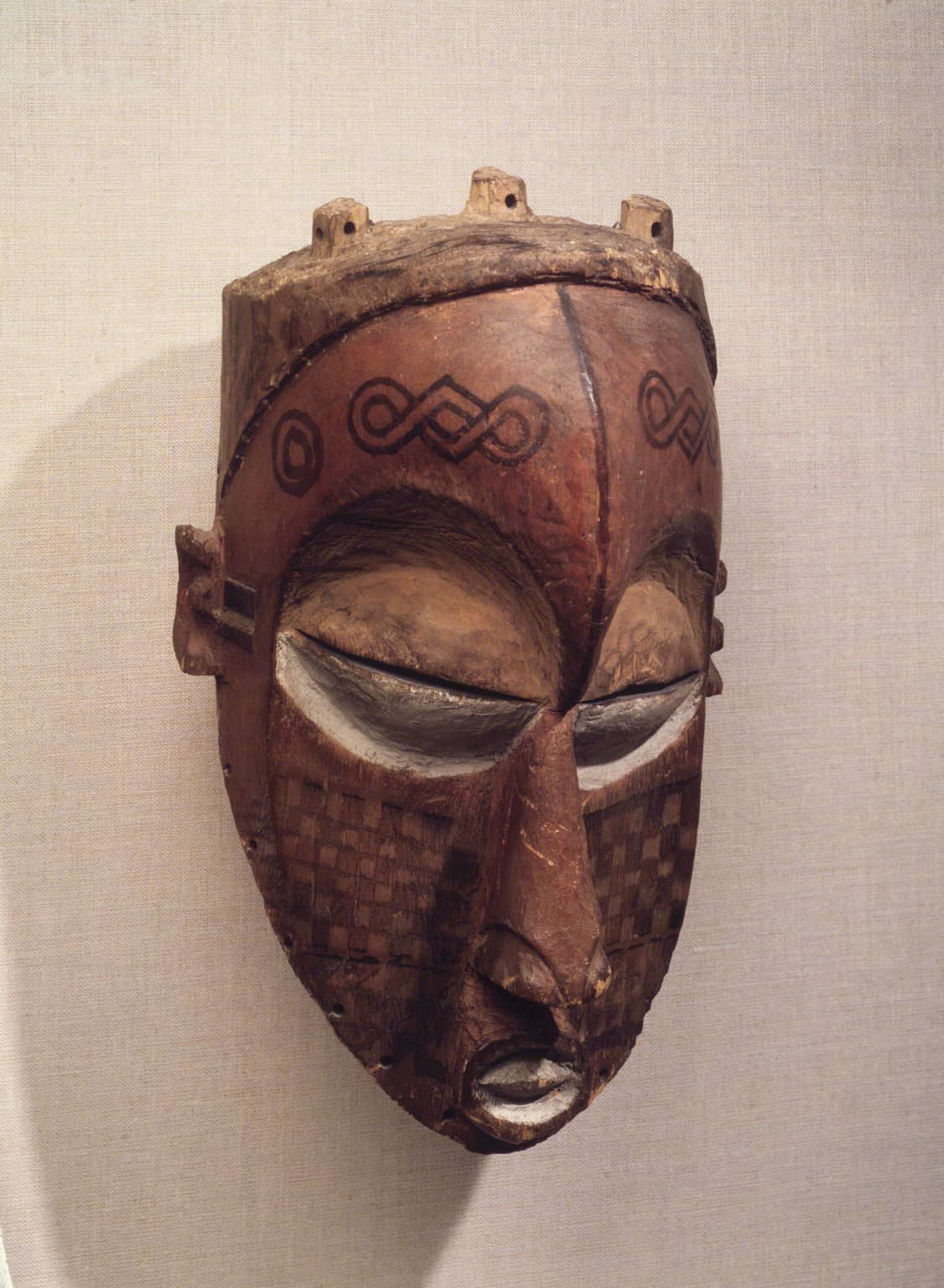
Masque tshimwana
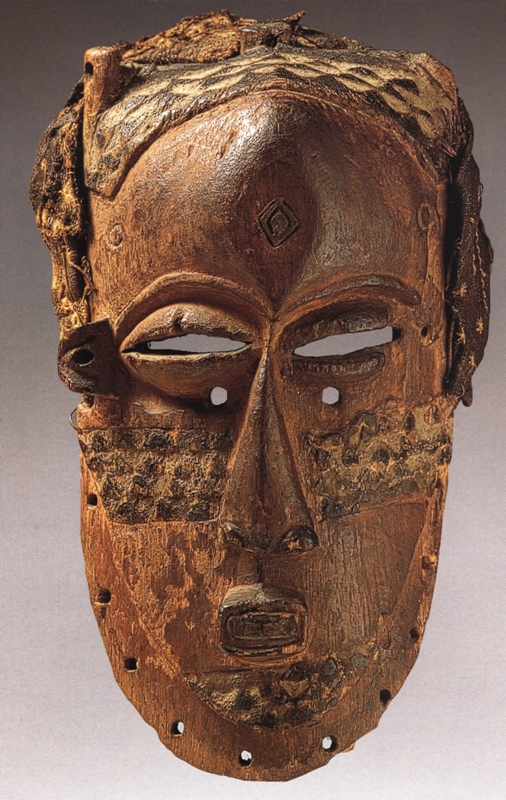
Masque tshimwana[3].
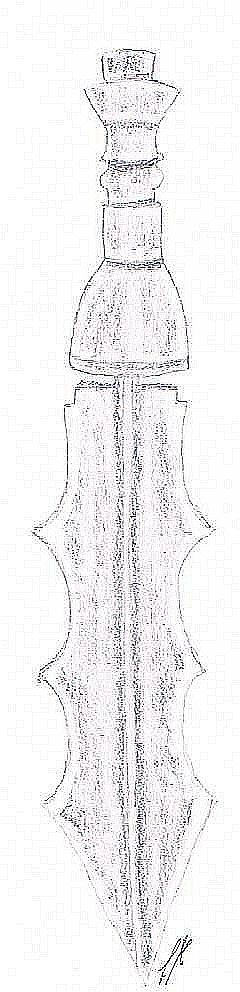
Poignard[4].